# Site R

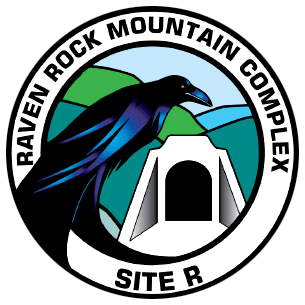
Logo

 Site R, auch Raven Rock Mountain Complex genannt, ist eine weitgehend geheime unterirdische Einrichtung der US-amerikanischen Regierung im Berg Raven Rock in Pennsylvania, der sich etwa 14 km östlich von Waynesboro und rund 10 km nordnordöstlich von Camp David befindet.
Heutige Funktionen sollen das DISA-System und weitere wichtige Computersysteme umfassen, die Bedeutung für das Verteidigungsministerium und andere US-Behörden haben, darunter Programme für den Katastrophenfall wie JSSC’s GMC und DISA GCC. Verschiedene Einrichtungen der Army, Navy und Air Force befinden sich auf der Anlage, wie etwa das Emergency Operations Center (AFEOC).

## Geschichte
Die Planungen für Site R, auch Raven Rock genannt, begannen 1948. Nach der Zündung der ersten sowjetischen Atombombe RDS-1 am 29. August 1949 wurde durch das Joint Command Post die Einrichtung eines atombombensicheren Bunkers nahe Washington vorangetrieben, wo wichtige Regierungsbehörden im Krisenfall weiterarbeiten könnten. 1950 erklärte Präsident Harry S. Truman Raven Rock zu einem Teil von Camp Albert Ritchie in Maryland, das fortan als Alternate Joint Communications Center (AJCC) Site R bezeichnet wurde und in den Jahren 1951 bis 1953 zur vollen Funktionsfähigkeit ausgebaut wurde.
Zwischen 1953 und 1971 wurde Site R unter Leitung des U.S. Army Joint Support Command weiter ausgebaut für neue Telekommunikationseinheiten wie das Strategic Communications Command (STRATCOM) und das Directorate of Telecommunications. 1976 wurde die Anlage als USACC Site R Telecommunications Center unter dem 7th Signal Command neu eingeteilt und 1978 unter das Kommando der Fort Ritchie Garrison mit dem Directorate of Telecommunications gestellt. Ab 1977 wurde das Programm als Bereich des US-Verteidigungsministeriums klassifiziert und ein „Alternatives Nationales Militärisches Kommando- und Kontrollzentrum“ eingerichtet, das vor allem dem Aufbau einer tief gelegenen und stark gesicherten unterirdischen Anlage dienen sollte. Der Hauptzweck der Anlage war eine lange Überlebensfähigkeit im Fall eines Atomkriegs, wofür ca. fünf Kilometer neue Tunnel und Zugangsschächte in Raven Rock angelegt wurden.
Im Oktober 1981 wurde das Telekommunikationszentrum von Site R (USACC) in USACC Site R under Headquarters, 7th Sign und nochmals im Mai 1984 in USAISC-Site R als Nachrichteneinheit des 7. Signalkommandos umbenannt. Im Oktober 1988 folgte eine weitere Umbenennung zum 1111th U.S. Army Signal Battalion unter Befehl der 1101st U.S. Army Signal Brigade in Fort Lesley J. McNair (Washington, D.C.) als Unterstützungsbataillon der Army mit dem Verantwortungsbereich Kommunikationseinrichtungen von Site R des AJCC. Im Oktober 1993 wurde diese Einheit mit dem gleichbleibenden Namen 1111th U.S. Army Signal Battalion der 1108th U.S. Army Signal Brigade in Fort Ritchie (Maryland) unterstellt, wobei das Aufgabenfeld allein auf die Kommunikationsfunktionen eingeschränkt wurde.
Weitere Verlegungen und Umbenennungen der Einheit erfolgten in den letzten 15 Jahren, die vermutlich wie ähnliche Aktionen zuvor nur der Verwirrung der militärischen Gegner und der eigenen Medien dienten: 1995 dirigierte eine Base Realignment and Closure Commission Einheiten des U.S. Army Signal Command von Fort Ritchie nach Fort Detrick mit dem Aufgabenbereich Kommunikation über lange Distanzen an der Ostküste, darunter die 1108th U.S. Army Signal brigade, das 1111th U.S. Army Signal Battalion und Information Systems Engineering Command-Continental United States (ISEC-CONUS), wobei das 1110th U.S. Army Signal Battalion (schon zuvor in Fort Detrick stationiert) dem 1108th Battalion zugeordnet worden sein soll.
Site R steht seit dem 1. Oktober 1997 unter dem Kommando von Fort Detrick, wobei die Einheiten von Fort Ritchie im September 1998 aufgelöst worden sein sollen. Laut Boston Globe handelt es sich bei Site R um den „geheimen Ort“, an den sich der Vizepräsident der Vereinigten Staaten in Krisenzeiten zurückzieht. Am 25. Mai 2007 wurde im Federal Register durch das Verteidigungsministerium der Vereinigten Staaten erklärt, dass jedes Aufnehmen von Fotografien, Zeichnen von Skizzen, Karten etc. des Berges Raven Rock und der dort vorhandenen Anlagen ohne entsprechende Genehmigung illegal ist.